# Ильинцы (Ивано-Франковская область)
И́льинцы (укр. Іллінці) — село в Заболотовской поселковой общине Коломыйского района Ивано-Франковской области Украины.
Население по переписи 2001 года составляло 2366 человек. Занимает площадь 18,97 км². Почтовый индекс — 78351. Телефонный код — 03476.